# Прокоп Дорогорушитель
Прокоп Дорогорушитель — день народного календаря у восточных славян, приходящийся на 27 февраля (12 марта). Название дня происходит от имени святого Прокопия Декаполита. Считалось, что с этого дня начинают таять («рушиться») зимние дороги[страница не указана 3251 день].

## Другие названия дня
рус. Прокоп перезимний, Прокоп Перезимник, Прокоп[страница не указана 3251 день]; бел. Пракоп, Ціт; укр. Свято Прокопа, Тита.
В этот день православными славянами почитаются в том числе: Прокопий Декаполит, Тит Печерский, Фалалей Сирийский.

## Обряды и поверья
С этого времени часто случались оттепели[где?] — «начинают рушиться зимние дороги». Считалось что с этого дня начинают набухать почки[какие?] — «весну чуют», то есть — морозам и зимней дороге приходит конец. Слушали крестьяне и звон капели: если была большая капель, то также опасались отправляться в долгий путь.

## Поговорки и приметы
- Прокоп Перезимник дорогу рушит, а сам в сугробе увяз[9].
- Прокоп зимний (22 ноября) дорогу прокопает, Прокоп перезимний дорогу (санный путь) рушит[10].
- На Прокопия снег лежал-лежал, а потом в речку убежал[9].
- У воды нос остёр — пробивается всюду[11].